# Franz Gert Leopold
Franz Gert Leopold (* 15. November 1946 in Graz) ist ein ehemaliger österreichischer Notar.

## Leben und Wirken
Nach der Matura in Graz belegte er ein Studium der Rechtswissenschaften an der Universität Graz mit Abschluss als Doctor iuris im Jahr 1970. Ab 1969 war er Notariatskandidat. Nach der Ernennung zum Notar im Dezember 1981 war er als solcher in St. Gallen (Steiermark), in Kirchbach in Steiermark und von 1995 bis 2016 in Graz tätig.
Seit 1989 hatte er leitende Funktionen in der Internationalen Union des Notariats inne und war in diesem Zusammenhang Vorsitzender des Internationalen Ausschusses der Österreichischen Notariatskammer (2002–2016). Seit 2017 ist er bis 31. Dezember 2019 Präsident der Kommission für Internationale Notarielle Zusammenarbeit der UINL. Seit seinem Eintritt in den Ruhestand ist er Ehrenmitglied des Generalrates der Internationalen Union des Notariates.
Leopold ist Autor von Publikationen auf dem Gebiet des internationalen Rechts und Rechtsvergleiches und verfasste mehrere wissenschaftliche Beiträge für die Österreichische Notariats-Zeitung. Zwischen 2002 und 2013 war er Schriftführer bei der Grazer Juristischen Gesellschaft.
Am 7. Januar 2017 wurde Leopold von der Grazer Tageszeitung, Kleine Zeitung, als „Steirer des Tages“ benannt.

## Auszeichnungen
1996: Goldenes Ehrenzeichen für Verdienste um die Republik Österreich.

## Weitere Tätigkeiten und Mitgliedschaften (Auswahl)
- Berichterstatter der Österreichischen Notariatskammer für den UINL-Kongress in Paris (1979)
- Mitglied des Disziplinarausschusses des Österreichischen Leichtathletik-Verbandes (1981–1988).[5]
- Delegierter der Österreichischen Notariatskammer in der Kommission für Europäische Angelegenheiten in der UINL (zwischen 1982 und 2004)
- Mitglied des Ständigen Rates, heute Generalrat der UINL (seit 1986)
- Schatzmeister der UINL (1989–1992 und 1996–1998)
- Mitglied des Europäischen Institutes für notarielle Forschung (I.R.E.N.E.)
- Repräsentant der UINL bei UNCITRAL in Wien

## Veröffentlichungen (Auswahl)
- Franz Leopold: Erbunfähigkeit und rechtmäßige Enterbung in Zusammenhang mit der Regelung des Ehegatten-Wohnungseigentums im Todesfall, Österreichische Notariats-Zeitung 1979/42, Manz Verlag Wien.
- Franz Leopold: Unternehmen und die Funktion des Rechtes: seine Juristischen und vertraglichen Notwendigkeiten. Die Rolle des Notars in ihrer Durchsetzung, Österreichische Notariats-Zeitung 1979/183, Manz Verlag Wien.
- Franz Leopold: XXII. Internationaler Kongreß des Lateinischen Notariats 27.9. bis 2.10. 1998 in Buenos Aires, Österreichische Notariats-Zeitung 1999/157, Manz Verlag Wien.
- Franz Leopold, Barbara Roland, Cathrin Caspary: Die Gültigkeit eines Erbvertrages nach österreichischem Recht bei Beurkundung durch einen deutschen Notar, Österreichische Notariats-Zeitung 2005/46, Manz Verlag Wien.